# 巨杉國家公園
美洲杉國家公園（英語：Sequoia National Park，或譯巨杉國家公園、紅杉国家公园），是位於美國西部，加利福尼亞州內華達山脈內的一座國家公園。美洲杉國家公園成立於1890年，是繼黃石國家公園和已經關閉的麥基諾國家公園之後，美國創立的第三個國家公園。面積1,653平方公里。每年參觀人數在80萬－100萬人之間。美國本土的最高山峰惠特尼峰位於美洲杉國家公園內。美洲杉國家公園因公園內的珍稀樹種巨杉而聞名，其中雪曼将军树是現時全世界體積最大的树木。
红杉国家公园位于国王峡谷国家公园以南，与其相邻，两座国家公园由美国国家公园管理局统一管理。
蘋果公司於2024年發表的新版作業系統macOS Sequoia以此國家公園命名。